# 衣笠経平
衣笠 経平（きぬがさ つねひら）は、鎌倉時代前期から中期にかけての公卿。内大臣・衣笠家良の長男。官位は正二位・権中納言。

## 経歴
宝治元年12月（1248年1月）従五位上に叙せられる。右・左近衛中将を経て、康元2年（1257年）従三位に叙される。正嘉2年（1258年）正三位に進み、文永3年（1266年）参議に任ぜられる。
文永4年（1267年）従二位に叙される。文永5年（1268年）土佐権守を兼ね、権中納言に任ぜられ、文永6年（1269年）には帯剣を聴された。文永7年（1270年）正二位に叙されるが、文永11年（1274年）薨去。享年39。

## 官歴
※以下、註釈の無いものは『公卿補任』の記載に従う。
- 宝治元年12月8日（1248年1月5日）：従五位上に叙す[2]。
- 康元2年（1257年）正月22日：従三位に叙す。左中将如元。
- 正嘉2年（1258年）7月9日：正三位に叙す。
- 文永元年（1264年）9月10日：服解す。
- 文永2年（1265年）正月30日：復任す。
- 文永3年（1266年）2月1日：参議に任ず。右中将如元。
- 文永4年（1267年）2月1日：復任す。2月27日：従二位に叙す。
- 文永5年（1268年）正月29日：土佐権守を兼ぬ。12月2日：権中納言に任ず。
- 文永6年（1269年）8月16日：勅授帯剣を聴す。
- 文永7年（1270年）正月5日：正二位に叙す。
- 文永10年（1273年）6月28日：最勝寺八講に参仕[3]。

## 系譜
- 父：衣笠家良
- 母：藤原親能の娘
- 妻：西園寺公基の娘
  - 男子：衣笠冬良（1267-1308）
- 妻：近衛兼経の娘
  - 男子：衣笠兼良[1]
- 生母不明の子女
  - 男子：経覚
  - 男子：静運
  - 男子：弁恵
  - 男子：法恵
  - 男子：深海
  - 女子：鷹司基忠室